# Panzer (1933–1945)
Seit 1933 entwickelte sich die Panzerwaffe enorm weiter. Neue Techniken und stärkere Kanonen brachten immer neue Panzer hervor.

## Allgemein
Noch im Ersten Weltkrieg wiesen die Panzer verschiedene Formen auf; die Konzepte mussten ohne Erfahrungen ausgearbeitet werden. In der Zeit zwischen den Kriegen entwickelten sich die Panzer in eine Form, die sich weitestgehend bis heute erhalten hat. Es wurden Panzer mit voll drehbaren Türmen konstruiert, die über Hauptwaffe und Sekundärbewaffnung verfügten. Zu Beginn des Krieges hatten die Hauptwaffen Kaliber von 37 bis 76 mm. Die Stärke der Panzerung schwankte zwischen 10 bei den leichten bis zu 100 mm bei den schweren Panzern. Mit dem Fortschreiten des Zweiten Weltkrieges nahmen Kaliber und Panzerstärken zu. Die Deutschen setzten dabei auf bewährte Waffen wie die 8,8-cm-Kampfwagenkanone L/56. In der Sowjetunion wurde die 122-mm-Kanone eingeführt, das schwerste westliche Kaliber führte der US-amerikanische M26 Pershing mit 90 mm. Auch die Panzerung wurde weiterentwickelt. Statt allerdings immer dickere Panzerplatten zu verwenden, wurden die Panzerplatten schräggestellt, wodurch sich die Durchdringungsstärke erhöhte und Geschosse abgelenkt wurden. Nun war es nicht mehr nötig, die Panzerplatten ausschließlich zu verstärken, um einen höheren Schutz zu gewährleisten. Ebenso wurden Dieselmotoren eingesetzt, die den Aktionsradius der Kampfwagen erheblich vergrößerten. Auch die Fahrgestelle wurden neu konstruiert. Statt wie im Ersten Weltkrieg auf Holt-Schlepper zurückzugreifen oder deren Fahrgestell nur geringfügig zu modifizieren, wurden neue eigene Laufwerke konstruiert und den entsprechenden Situationen und Kampfarealen angepasst.
Eine weitere wichtige Änderung war die Entwicklung der Munition. Im Ersten Weltkrieg wurden noch herkömmliche Artilleriegeschosse verwendet. Im Zweiten Weltkrieg entwickelten die Konstrukteure aller Seiten Munitionstypen, die speziell für den Beschuss feindlicher Panzer geeignet waren. So wurden vornehmlich Hartkerngeschosse mit Wolframcarbidkern und Hohlladungsgeschosse eingesetzt.
Im Wettlauf zwischen Panzer und Geschoss konnte sich zum Anfang des Krieges der Panzer durchsetzen, danach blieb das Geschoss der Panzerung überlegen, konnte ihm aber keinen Todesstoß versetzen. Die Panzer wurden auf allen Seiten mit zahlenmäßiger Überlegenheit und überraschend in weiten, nur unvollkommen gesicherten Räumen eingesetzt.
Die Alliierten setzten Panzer auch im indirekten Richten als Artillerie ein. Bei der Wehrmacht wurde davon nur selten Gebrauch gemacht, da der erhöhte Munitionsverbrauch die Rohre sehr belastete und deren Treffgenauigkeit dadurch rasch sank.
Während des Krieges erschien ein neuer Panzertyp: der Jagdpanzer. Dieser ging aus der Panzerabwehrrolle des Sturmgeschützes hervor. Dabei wurde auf einen drehbaren Turm und außer im Frontbereich auf eine stärkere Panzerung verzichtet. Dafür wurden leistungsstärkere Kanonen eingebaut, zum Seitenrichten musste das gesamte Fahrzeug bewegt werden.
Die immer mobiler werdende Kriegsführung verlangte auch für die Unterstützungstruppen eine ausreichende Motorisierung mit Panzerschutz. Der Grundstein für die nach dem Krieg entwickelten Schützenpanzer und Transportpanzer wurde mit relativ schwach gepanzerten Fahrzeugen wie Universal Carrier, M3 oder Sd.Kfz. 250/Sd.Kfz. 251 gelegt.

### Instandsetzung
Bei der Instandsetzung war die deutsche Panzerwaffe bahnbrechend. Die Zahl größerer Instandsetzungen bei einer Panzerabteilung betrug innerhalb von 5 bis 6 Wochen das zweieinhalb- bis dreifache der eingesetzten Panzer. Dies bedeutet, dass jeder Panzer in dieser Zeit durchschnittlich zweieinhalb- bis dreimal die Werkstatt durchlaufen musste, oder anders ausgedrückt: ohne Werkstatt wären nach 2 Wochen kein Panzer mehr einsatzbereit. Die umfangreichen Instandsetzungsdienste hatten allerdings den Nachteil, dass die Verlegemärsche der Panzerregimenter einem Heerzug glichen, bei dem die Panzer nur einen verschwindenden Teil ausmachten. Straßenverstopfungen und Verzögerungen waren die Folgen.
Panzerdivisionen und motorisierte Verbände konnten im Zweiten Weltkrieg entweder im flüssigen Vormarsch etwa 1000 km kämpfend vordringen bzw. zeitlich 3 bis 4 Wochen eingesetzt werden, bis sie unter normalen Umständen zur Auffrischung herausgezogen werden mussten. Die Stärke war dann, üblicher Ersatz mit eingerechnet, auf ein Viertel bis in ein Fünftel der anfänglichen Stärke gefallen und der Rest des Materials befand sich entweder in der Werkstatt oder zerstört auf dem Schlachtfeld. Eine Faustregel besagt, dass auf je 100 Panzer je Einsatztag 3 Panzer als Nachschub bereitstehen mussten, also 20 Panzer pro Tag für eine Panzerkorps.

## Deutsches Reich
Die deutsche Panzerphilosophie priorisierte die Reihenfolge Feuerkraft – Beweglichkeit – Panzerung. Daher begnügte man sich anfangs beim Panzerschutz auf Sicherheit gegen Stahlkerngeschosse (SmK), um Gewicht zu sparen.
Laut einer Aktennotiz von Oberst Kühn über eine Besprechung mit Vertretern von Daimler-Benz, Henschel & Sohn, MAN und Rheinmetall am 7. Juli 1933 entschied man sich gegen Dieselmotoren, da „die Kampfwagen im Ernstfalle in der vordersten Linie nur mit Benzin versorgt werden können. Die Nachsendung von 2 Kraftstoffen (Benzin und Gasöl) sei unmöglich.“
In den letzten beiden Kriegsjahren wurde die deutsche Panzertruppe nur noch als „Feuerwehr“ eingesetzt, um Einbrüche zu bereinigen oder ausgebrannte Abschnitte zu verteidigen. Sie wurde dabei so geschwächt, dass sie kaum noch für operative Zwecke eingesetzt werden konnte.
Nach Heeresmeldungen erzielten zwischen August und Oktober 1944 Sturmgeschütze und Panzerjäger zusammen 22 bis 32 % aller Feindpanzerabschüsse. Obwohl die Zahl der Panzer im Fronteinsatz größer war, erzielten diese nur 22 bis 26 % der Abschüsse. Auf die 10.000 Rohre der Pak entfiel eine Abschussquote von 12 bis 20 %.
1943 wurden zur Vereinfachung des Schießverfahrens die langrohrigen Panzerjägerkanonen, Kampfwagenkanonen und Sturmgeschützkanonen nur noch mit der Panzergranate 39 und Sprenggranaten ausgestattet. Die Fertigung der HL-Granaten für diese wurde zurückgestellt, die Fertigung der Hartkerngranaten (PzPatr. 40) komplett eingestellt.

## Sowjetunion

### BT-Serie
Die BT-Serie, eine Leichtpanzer-Reihe, war sehr erfolgreich. Während des Krieges entwickelten sich die zuverlässigen Geräte zum Rückgrat der gepanzerten Aufklärungskräfte. Die BT-Serie verfügte über eine leichte Kanone und eine leichte Panzerung. Die Wendigkeit des Panzers und sein geringer spezifischer Bodendruck machten das Fahrzeug ideal für die Bewegung im Gelände oder – für die Ostfront entscheidend – im tiefen Schnee, was die Fahrzeuge im Sowjetisch-Finnischen Winterkrieg bewiesen. Ihr eigentlicher Kampfwert war mit dem Erscheinen der deutschen Panzer III und IV und gerade nach dem Erscheinen des Panther obsolet. Speziell mit Funkgeräten ausgerüstete Fahrzeuge dienten als Befehlspanzer. Die Panzer der BT-Serie wurden als Aufklärer noch bis weit in die 1950er-Jahre eingesetzt. Eine Besonderheit der BT-Serie war, dass man die Ketten abnehmen und den Kampfwagen im Radbetrieb fahren konnte. Dadurch erreichten die Fahrzeuge auf Straßen Geschwindigkeiten von bis zu 75 km/h.

### Die leichten T-Panzer

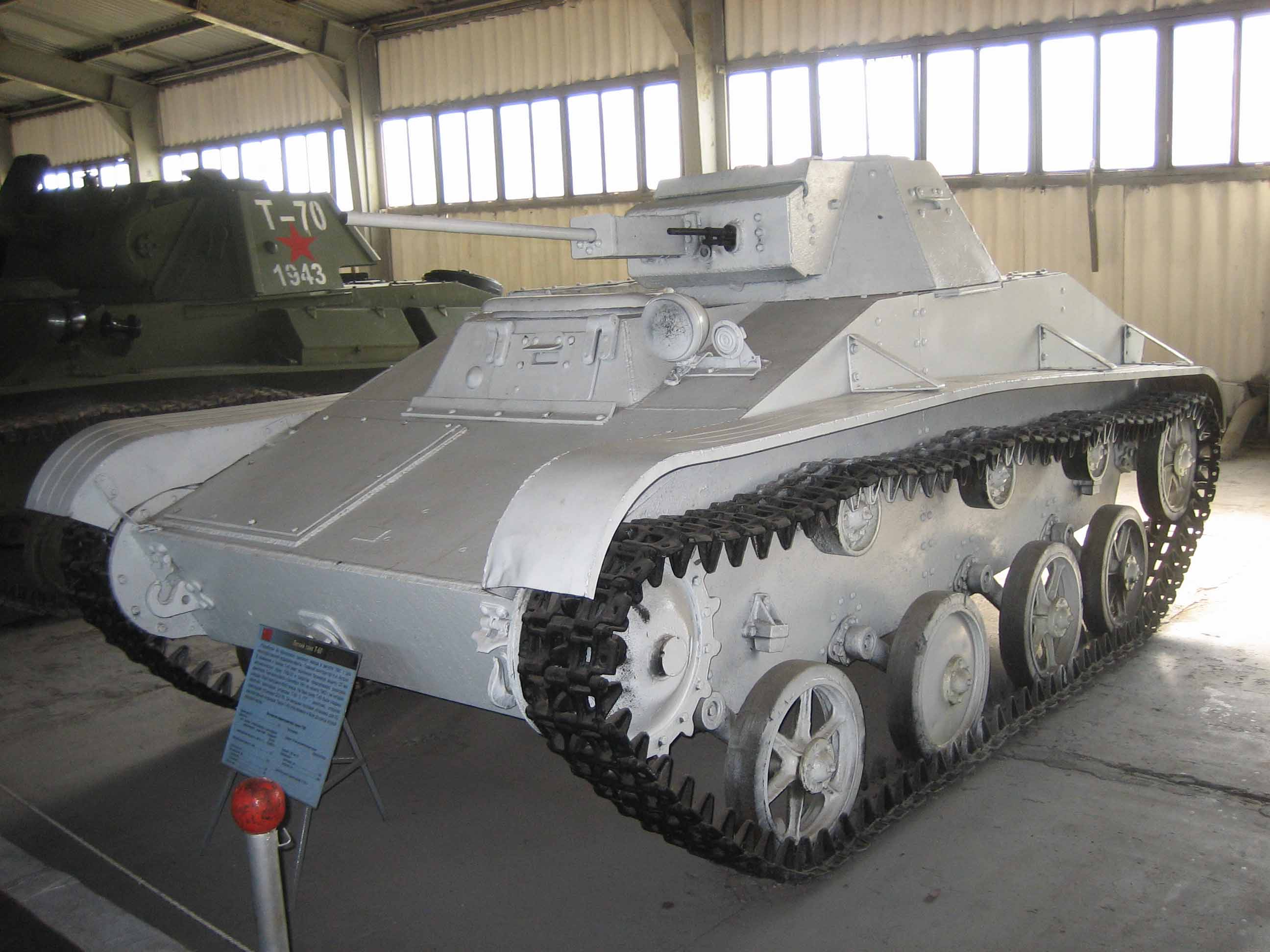
Sowjetischer leichter Panzer T-60

Neben den mehrturmigen Panzern T-35 und T-28, die bereits in den 1920er-Jahren entwickelt wurden, setzte die Rote Armee auch auf eine Vielzahl sehr leichter Panzer. Das Paradebeispiel für den sowjetischen leichten Panzer war neben der oben beschriebenen BT-Serie sicherlich der T-70. Er wurde in den 1930er-Jahren als Unterstützungsgefährt für die schwerfälligen Mehrturmpanzer, als Unterstützer für die Infanterie und als Aufklärungspanzer entwickelt. Beim deutschen Überfall auf die Sowjetunion waren etwa 8000 Panzer gefertigt, sie erwiesen sich den Panzern III und IV jedoch deutlich unterlegen. So beschränkten sich ihre Aufgaben hauptsächlich auf die Aufklärung. Zwar waren Panzerung und Bewaffnung für einen Leichtpanzer adäquat, als nachteilig erwies sich jedoch, dass der Kommandant auch die Kanone vollständig bedienen musste. Er war also Kommandant, Richt- und Ladeschütze in Personalunion. So gibt es keine Berichte über besondere Leistungen der T-70 im Kampf. Sie wurden ab 1943 vollständig aus dem Dienst der Panzerbataillone herausgezogen und dienten nur noch als Ausbildungspanzer im Hinterland. Sein Nachfolger, der T-80, bei dem einige der gravierendsten Mängel behoben wurden, wurde allerdings nur weniger als 100 mal produziert und die Produktion schließlich völlig aufgegeben. Eine der wichtigsten Varianten des T-70 war das Sturmgeschütz SU-76. Nachdem der T-70 de facto aus dem Verkehr gezogen wurde, entschied man sich, die Produktion des Chassis fortzuführen und dafür zu nutzen, die 76-mm-Kanone ZiS-3 dort als mobile Artillerie und Panzerabwehrkanone unterzubringen. Das Ergebnis SU-76 konnte nicht vollständig überzeugen. Die Panzerung des Aufbaus war viel zu leicht und der Turm oben offen. Gegen Luftangriffe und Infanterie stellte das einen negativen Aspekt dar. Dennoch bewährte sich der SU-76 bei seiner Hauptaufgabe als artilleristische Nahunterstützung für die Infanterie, nach dem Konzept der Artillerieoffensive.

### T-34
Der Panzer, der den Eindruck von den sowjetischen Panzertruppen am nachhaltigsten prägte, ist der T-34. Der Panzer gilt als Meilenstein der Panzerkonstruktion. Dieses Fahrzeug verfügte als erstes über abgeschrägte Panzerplatten und war einer der ersten Serienpanzer, der ausschließlich mit einem Dieselmotor produziert wurde. Diese Konzepte wurden später von beinahe allen Staaten, die Panzer entwickelten, übernommen. Sein Erscheinen auf dem Gefechtsfeld versetzte der deutschen Wehrmacht einen Schock, da ihre Standard-Panzerabwehrkanone des Kalibers 37 mm schlagartig wirkungslos wurde. Die Soldaten nannten die Kanone ab diesem Zeitpunkt spöttisch „Panzeranklopfgerät“. Auch die 5-cm-L/60-Pak bzw. die im Panzer III montierte Variante konnten den T-34 nur eingeschränkt, in der Regel nur seitlich/hinten, zerstören.
Darüber hinaus trugen die sowjetischen Konstrukteure den klimatischen Verhältnissen der Sowjetunion Rechnung. Der T-34 erhielt deutlich breitere Ketten, sodass er im tiefen Schnee und Schlamm deutlich beweglicher als die deutschen Modelle war. Die Bewaffnung der ersten Modelle war die zuverlässige 76,2-mm-Kanone F-34. Derart bewaffnet und gepanzert war der T-34 den deutschen Panzern III und IV überlegen. Jedoch musste auch der T-34 Entwicklungen durchlaufen, weswegen er stetig verbessert wurde. Die letzte Variante war der T-34/85 mit einer deutlich stärkeren Waffe.

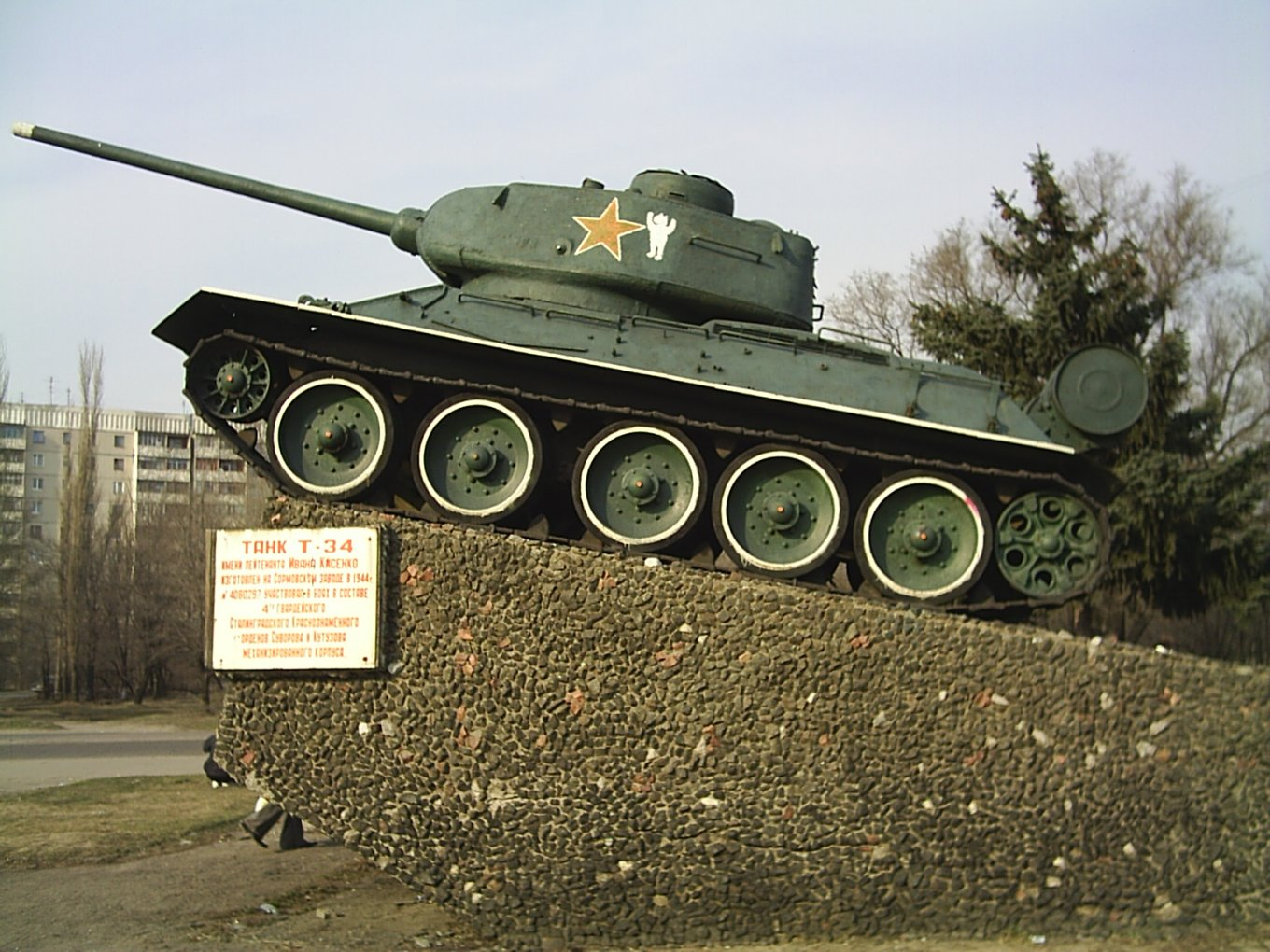
T-34/85

Diese letzte Variante wurde in einigen Staaten noch bis in die 1990er Jahre eingesetzt (Kroatienkrieg). Im Prinzip liegt der Erfolg des T-34 in seiner einfachen Bauweise, was ihm eine Gemeinsamkeit mit dem US-amerikanischen Sherman-Panzer aus dieser Zeit beschert. Die Konstrukteure verzichteten bewusst auf komplizierte Feinheiten. So gestaltete sich die Wartung des Fahrzeugs sehr einfach. Während des gesamten Krieges wurden etwa 40.000 T-34/76 der Versionen 1941 und 1943 produziert und beinahe 11.000 T-34/85. Dieser schieren Masse konnte die deutsche Führung nicht genügend Kampfpanzer entgegenstellen. Auf dem Fahrgestell des T-34 wurden insbesondere die Panzerjäger SU-85 und SU-100 und das Selbstfahrartillerie-Fahrzeug SU-122 aufgebaut.

### KW-1, KW-2, KW-85 und IS-Panzer

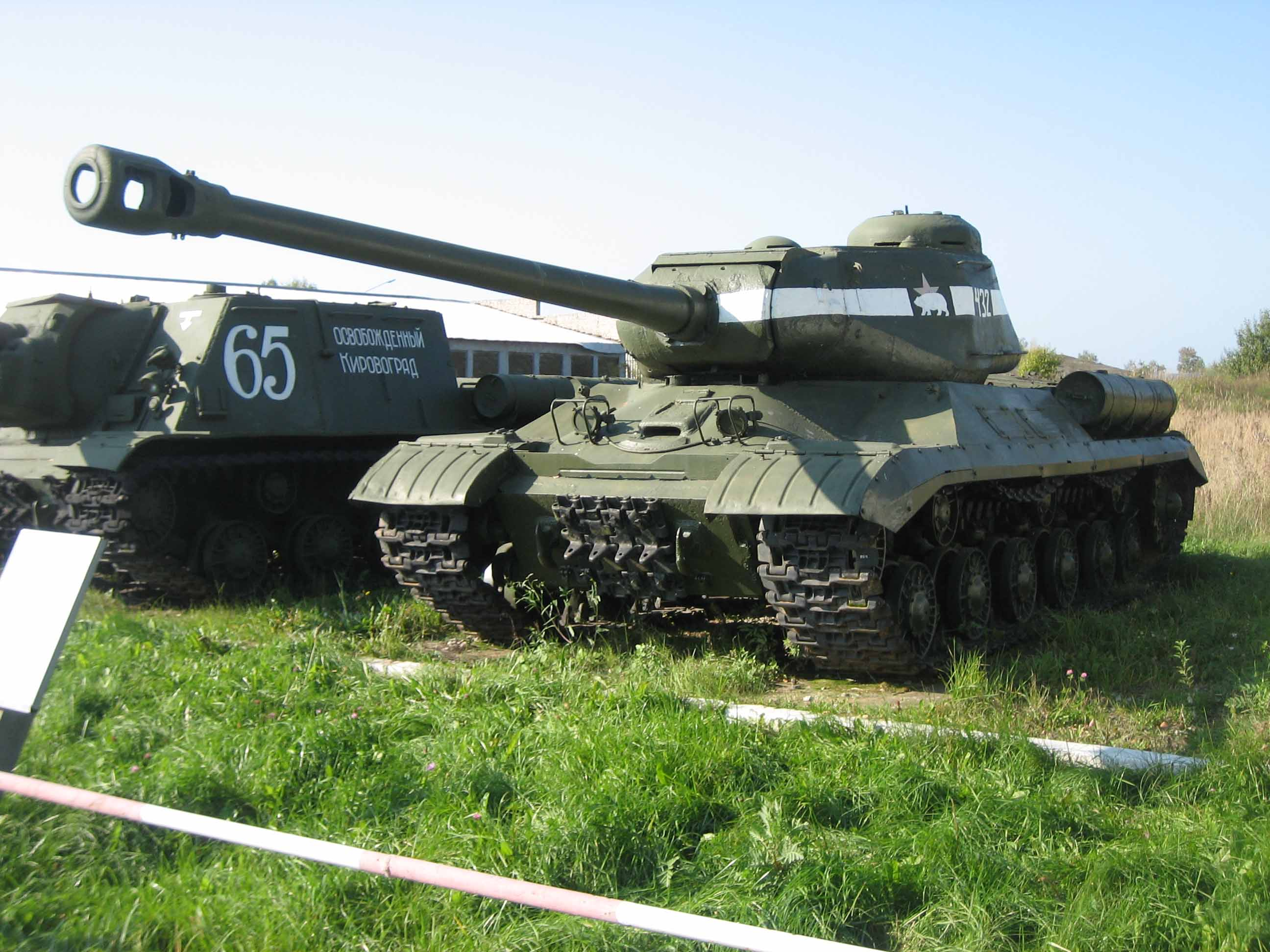
IS-2

1938 entwickelten die sowjetischen Konstrukteure den KW-1. Dieser schwere Panzer sollte die mehrtürmigen Modelle T-35 und T-28 aus der Vorkriegszeit ablösen, die sich als Fehlschlag erwiesen hatten. Der KW-1 erhielt die SiS-5-Kanone mit dem Kaliber 76,2 mm. Man war zwar vom Konzept des mehrtürmigen Panzers abgekommen, hatte jedoch weiterhin eine starke Sekundärbewaffnung – vier Maschinengewehre – eingebaut. Der KW-1 gilt als der Panzer, der richtungsweisend für den sowjetischen Panzerbau neben dem T-34 werden sollte. Zu Kriegsbeginn 1941 war der KW-1 den deutschen Panzern III und IV überlegen. An der Front waren zu wenige Exemplare im Einsatz, als dass er eine ernsthafte Bedrohung hätte darstellen können.
Um der immer wichtiger werdenden Unterstützung Rechnung zu tragen, baute die Sowjetunion neben dem KW-1 den KW-2. Die deutschen Panzersoldaten fürchteten dessen schwere Bewaffnung, da die 152-mm-Kanone imstande war, jeden feindlichen Panzer zu zerstören. Nachteilig war der riesige Aufbau, der das Abtarnen erschwerte und ein hervorragendes Ziel darstellte. Nichtsdestoweniger gibt es Berichte, wonach sowjetische KW-2 immer wieder erfolgreich den deutschen Vormarsch behinderten. Der größte Nachteil des Panzers war, dass der Turm sich nur auf ebenem Boden drehen ließ. Deshalb schossen KW-2-Panzer meist aus verdeckten Stellungen. Die letzte Entwicklung der KW-Serie war der KW-85. Im Grunde handelte es sich um einen KW-1 mit einer stärkeren 85-mm-Kanone. Fahrwerk und Chassis blieben weitgehend unverändert. Lediglich der Turm musste erneuert werden, um die schwerere Kanone aufnehmen zu können. KW-1 und 2 wurden vom KW-85 abgelöst. Dieser wiederum wurde durch die legendäre IS-Reihe ersetzt. Der wichtigste Panzer dieser Reihe war der IS-2.
Der IS-2 bereitete den Weg für die modernen sowjetischen Panzer. Seine wuchtige Hauptkanone hatte das sehr große Kaliber 122 mm. Legendär wurde der IS-2 durch die vielen Fotos, die ihn im Straßenkampf von Berlin im Jahr 1945 zeigen. Zusammen mit ISU-152-Selbstfahrlafetten drangen IS-Panzer als einige der ersten in Berlin ein. Sein direkter Nachfolger, der IS-3-Panzer, wurde zu spät ausgeliefert, um noch an der Westfront eingesetzt zu werden. Er erlebte seine Feuertaufe im Fernen Osten, als die UdSSR nach der deutschen Kapitulation in den Krieg gegen Japan eintrat. Dieses Fahrzeug zeigte bereits den charakteristischen Schildkrötenturm, der bis heute als Markenzeichen russischer Panzer gilt. Das Konzept des IS-2 und des IS-3 war dermaßen fortschrittlich, dass sie noch weit bis in die 1970er-Jahre im Dienst verschiedener Länder standen. IS-2 und IS-3 konnten mit den für sowjetische Panzer üblichen Zusatztanks ausgerüstet werden, die die Reichweite des Kampfwagens beträchtlich steigerten.

## Westalliierte
Während des Zweiten Weltkrieges arbeiteten die USA und Großbritannien eng in der Panzerentwicklung zusammen. Aufgrund des Leih- und Pachtgesetzes, das den Verbündeten der Vereinigten Staaten die zeitweilige Verwendung US-amerikanischer Rüstungsgüter gestattete, verwendeten die britischen Truppen im Laufe des Krieges viele amerikanische Fahrzeuge. Grundsätzlich teilten die Westalliierten ihre Panzertruppen in Panzerdivisionen und Panzerbrigaden ein. Letztere operierten als selbstständige Brigaden innerhalb einer Infanteriedivision. Auch die Erfahrungen des Zweiten Weltkrieges zwangen die Westalliierten nicht, im Gegensatz zur Sowjetunion, ihre Panzertaktiken zu überdenken. Gerade die Gefechte in Europa und Italien sahen eine andere, beweglichere Gefechtsführung vor als in den Weiten der russischen Steppe. Durch die dichte Besiedlung Westeuropas waren die alliierten Panzerverbände stets gezwungen, im engen Verband mit Infanterie und Artillerie zu handeln. Ab 1944 kam dazu auch noch die überlegene Luftwaffe. Panzergruppen oder gar Panzerarmeen, wie sie von der deutschen Wehrmacht und der Roten Armee genutzt wurden, waren nicht vorgesehen. Auch dieses Konzept wurde von den USA und Großbritannien weitgehend bis heute beibehalten.
Laut Kriegsproduktionsminister Oliver Lyttelton, produzierte England bis zum Kriegsende nicht einen wirklich guten Panzer („really good tank“). Als Grund gab er an, dass die ernsthafte Entwicklung von modernen Panzern erst nach Kriegsausbruch begann.

### Infanterie- und Kreuzer-Panzerkampfwagen

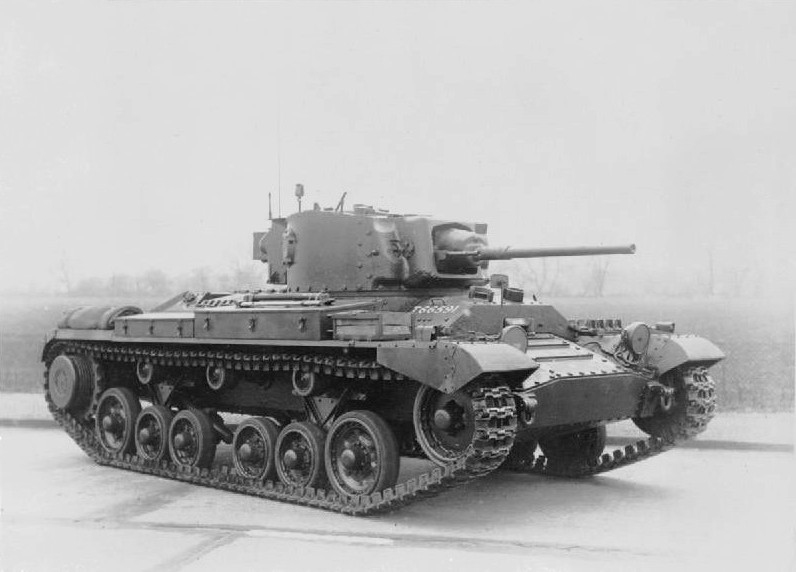
Valentine-Infanteriepanzer

Die britische Armee teilte ihre Panzer in zwei Unterarten ein, nämlich in Infantry- und Cruiser Tanks. Infantry-Tanks waren langsam und schwer gepanzert, aber nur verhältnismäßig leicht bewaffnet, wie z. B. der Mk III Valentine. Mit über 8000 Exemplaren galt der zuverlässige und robuste Valentine als wichtigstes gepanzertes Fahrzeug der Briten. Der Turm ließ eine Verstärkung der Bewaffnung nur begrenzt zu. In der Regel war das Fahrzeug mit einer 2-Pfünder-Kanone und einem Maschinengewehr bewaffnet. Als die Produktion 1944 eingestellt wurde, war der Valentine den neueren deutschen Panzermodellen hoffnungslos unterlegen.

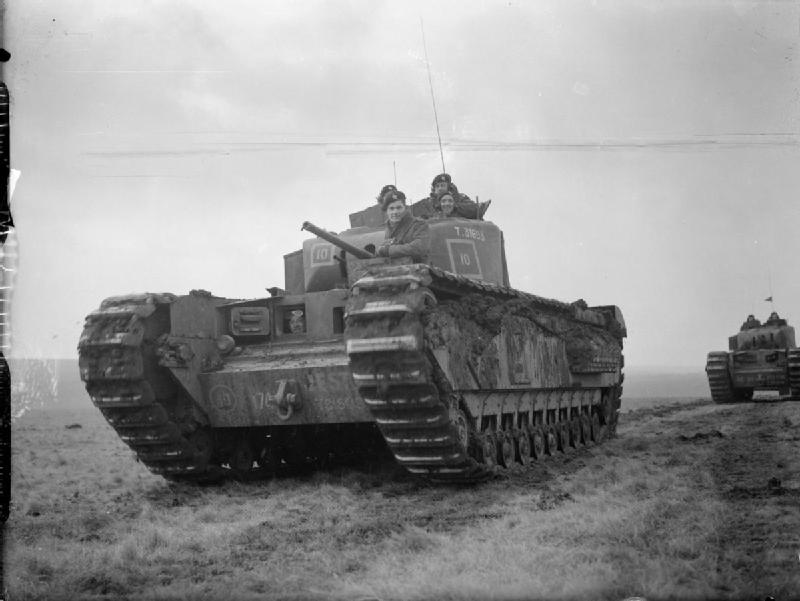
Churchill-Infanteriepanzer

Ein weiterer Vertreter der Infantry Tanks war der auffällige Mk IV Churchill. Die Briten hatten ein völlig neues Fahrgestell konstruiert, das den Panzer auf elf Laufrollen je Seite trug. Auch bei diesem Modell war die Panzerung stark und die Bewaffnung eher schwach. Der Churchill verfügte über eine 6-Pfünder-Kanone und ein Maschinengewehr. Als nachteilig erwies sich die unkonventionelle Konstruktion der Frontpartie, die als Geschossfalle wirkte, was großen Schaden anrichten konnte. Die zahlreichen kleineren Konstruktionsmängel, durch die das Modell an Schlagkraft einbüßte, wurden bis zu seiner Indienststellung im Jahre 1943 behoben, sodass sich der Panzer fortan als robustes und zuverlässiges Fahrzeug erwies. Erst in den 1960er-Jahren wurde der letzte Churchill außer Dienst gestellt.

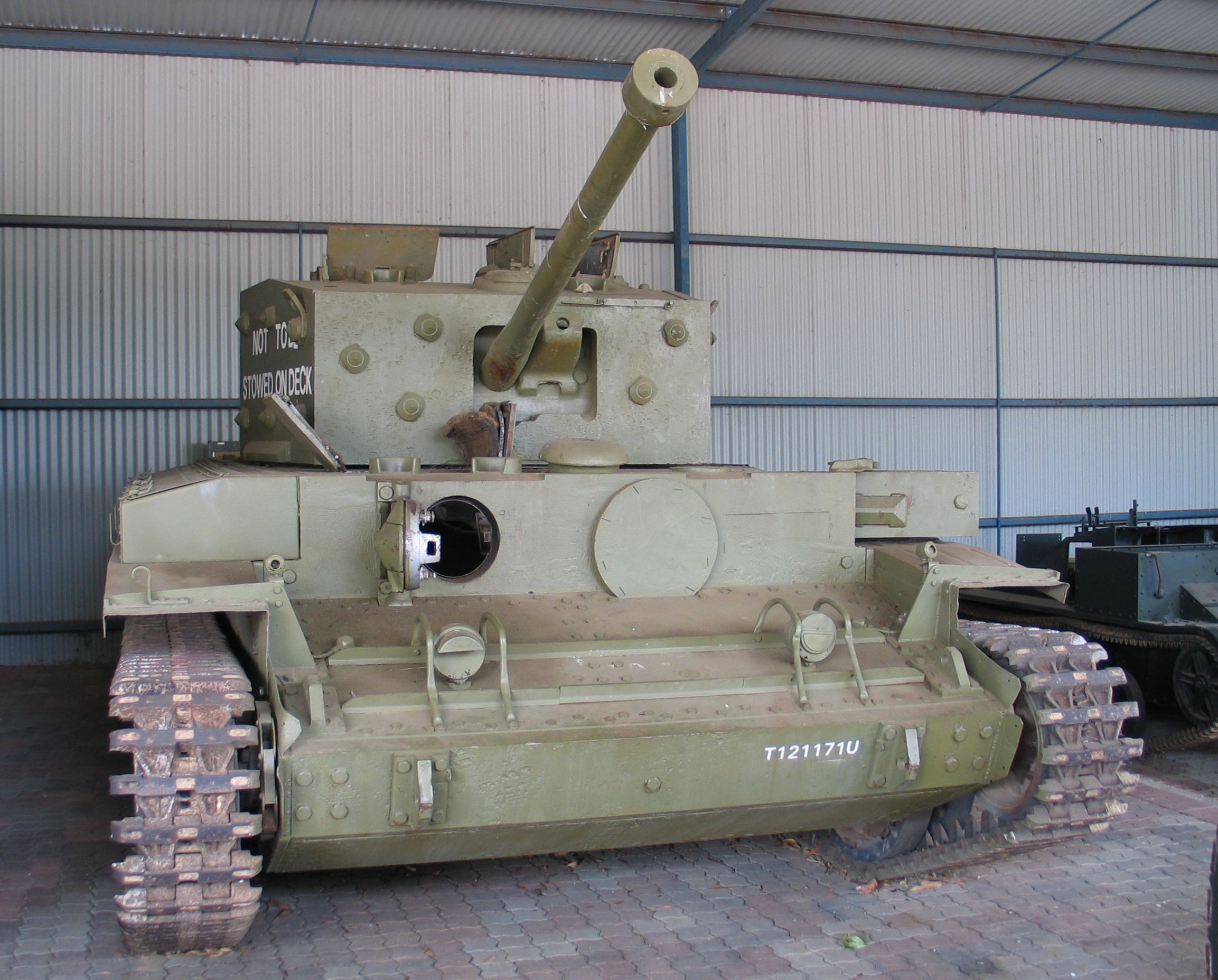
Cruiser Tank Mk VIII A 27M Cromwell

Ein Vertreter der Klasse der Cruiser Tanks war der Mk VIII Cromwell. Er entstand auf der Grundlage der Forderung nach einem schwerer bewaffneten Kampfpanzer, der das Gefecht mit anderen Panzern suchen sollte. Zu diesem Zweck erhielt die Konstruktion eine 75-mm-Kanone. Der Cromwell konnte zwar während des Krieges nicht mit den Leistungen deutscher Panzer mithalten, war jedoch ein wertvoller Panzer, zumal das Chassis diverse Möglichkeiten zur Weiterentwicklung bot. So gab es von diesem Fahrzeug eine große Fahrzeugfamilie mit Berge-, Beobachtungs- und Befehlspanzern. Letztendlich wurde der Cromwell durch den US-amerikanischen M4 Sherman abgelöst. In Erwartung des D-Days am 6. Juni 1944 wurde der Cromwell hauptsächlich als Ausbildungspanzer genutzt, da die bisherigen Cromwell-Einheiten auf Shermans umgerüstet worden waren.

### Der Sherman und seine Modellvarianten

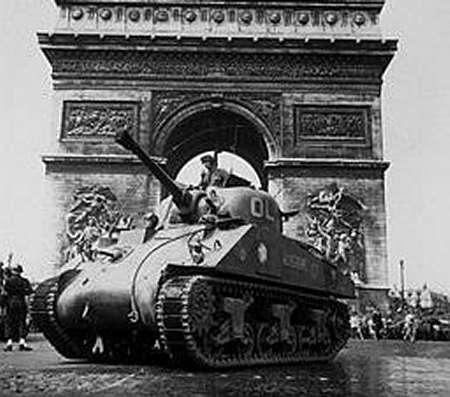
M4 Sherman

Der M4 Sherman war einer der meistverbreiteten Kampfpanzer der Welt. Während des Krieges wurden mehr als 40.000 Exemplare aller Varianten in den USA hergestellt. Der Panzer erwies sich als zuverlässig und robust, gleichzeitig diente er als beinahe modulare Waffenplattform. Die US Army nutzte das große Potenzial des Modells für stetige Kampfwertsteigerungen. Im Rahmen des Leih- und Pachtgesetzes, das den Verbündeten der Vereinigten Staaten die zeitlich befristete Nutzung amerikanischer Rüstungsgüter gestattete, wurde der Panzer auch von den Streitkräften des Vereinigten Königreichs, den freifranzösischen Truppen unter Charles de Gaulle sowie der Roten Armee eingesetzt. Charakteristisch für den Sherman-Panzer war sein hochbordiger Aufbau. Dies stellte sich in einigen Situationen als hinderlich dar, gerade beim Tarnen. Je nach Hersteller und Modell wurde der Sherman von einem Diesel- oder Benzinmotor angetrieben, wobei die US-Marines und die Sowjetunion die Dieselversion (M4A2 und M4A6) bevorzugten und die Army die Benzinversion. Die Entscheidung zwischen Diesel und Benzin war stark von der Logistik abhängig. Die bekannteste Version ist der M4A3E8 „Easy Eight“, die von der US Army noch bis in den Koreakrieg hinein verwendet wurde.
Der Sherman galt als zuverlässig, aber zu leicht gepanzert und bewaffnet. Darum empfahl das Oberkommando den unteren Kommandoebenen (Bataillonskommandeur/Kompaniechefs), deutsche Tiger und Panther nur bei einer Überlegenheit von fünf zu eins anzugreifen. Zusätzlich begannen die Besatzungen schon bald, die Panzerung mit Sandsäcken, Baumstämmen und ähnlichem zu verstärken. Dies ist auf vielen Bildern von Shermans zu sehen, die Wirksamkeit der Maßnahme ist jedoch umstritten.

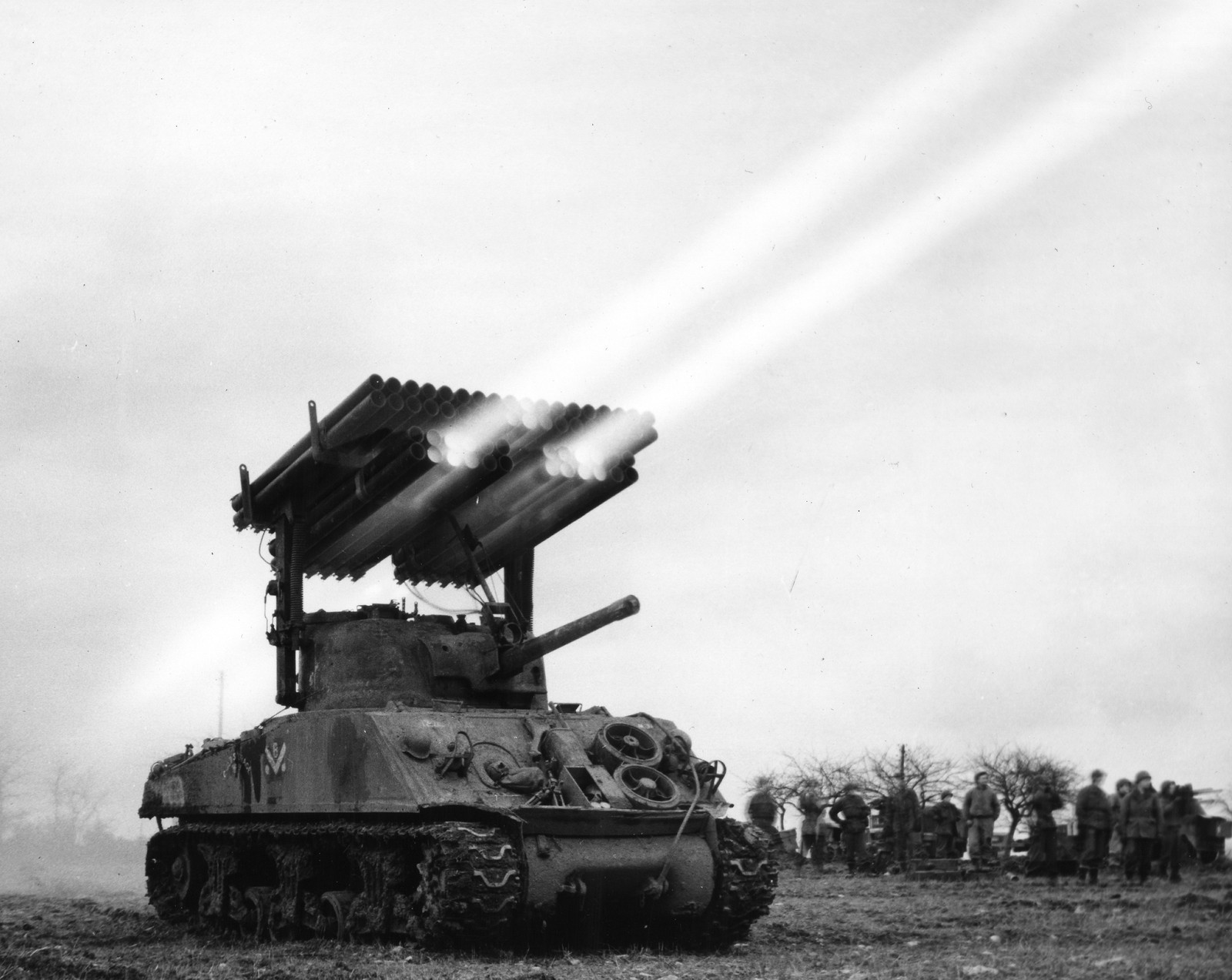
M4 Sherman-Raketenwerfer „Calliope“

Unter den unzähligen Sondervarianten des Sherman, war der „Calliope“-Raketenwerfer die herausragendste. Die amerikanischen Konstrukteure legten Wert darauf, den Werferbesatzungen größtmöglichen Panzerschutz und hohe Mobilität zu ermöglichen – im Gegensatz zu den sowjetischen Katjuschas oder den deutschen Nebelwerfern, die meistens auf LKW montiert wurden.
Mit dem Sherman BARV wurde ein Landefahrzeug konstruiert, das Strände räumen sollte. Eine weitere wichtige Variante waren die Sherman „Crab“. Bei dieser Variante wurden Schlegel an einer Rolle vor dem Panzer angebracht. Während der Fahrt schlugen die Schlegel der rotierenden Rolle systematisch auf den Boden und brachten so Minen kontrolliert zur Explosion. Diese Fahrzeuge erwiesen sich bei der Landung in der Normandie als ungemein wertvoll.
Dank der Kampfwertsteigerungen wurde der Panzer bis in die 1960er-Jahre bei verschiedenen Armeen eingesetzt. Israel gründete seine Panzertruppen in der ersten Zeit auf zum Teil stark kampfwertgesteigerte Varianten des Sherman. Von einer gewissen Ironie ist dabei, dass der M50 eine französische CN-75-50-Kanone (75 mm) aus dem AMX-13 verwendet, die wiederum eine französische Variante der 7,5-cm-L/70 aus dem Panther ist. Von besonderem Interesse ist der M51 „Isherman“ mit seiner 105-mm-Kanone, die eigentlich aus dem gut 40 Tonnen schweren AMX-30 stammt.

### Leichte US-amerikanische Panzer
Im Pazifikkrieg setzten die Vereinigten Staaten mehr auf leichte Panzer, denn auf die vergleichsweise schweren Shermanpanzer. Der M3 Stuart war ein solches Beispiel. Der klassische Leichtpanzer Stuart war klein, wendig, leicht gepanzert und selbst für damalige Verhältnisse leicht bewaffnet. Auf den Inseln im Pazifik konnte er sich aber bewähren – zumal die Japaner weniger Wert auf eine kampfstarke Panzertruppe legten. Der M3 blieb bis zum Ende des Krieges im Einsatz, auch wenn viele Fahrzeuge bereits 1944 zu Kommando- und Aufklärungspanzern umgebaut wurden. Auch der Stuart diente in Varianten als Minenräum-, Flamm- und als Flugabwehrpanzer. Der Nachfolger des Modells war der M24 Chaffee. Als leichter Panzer eingeführt, erwies sich das kleine Fahrzeug als extrem gefährlich. Mit seiner starken 75-mm-Kanone konnte der Chaffee es sogar mit deutschen Panthern aufnehmen.

### Auf dem Weg zum modernen Kampfpanzer

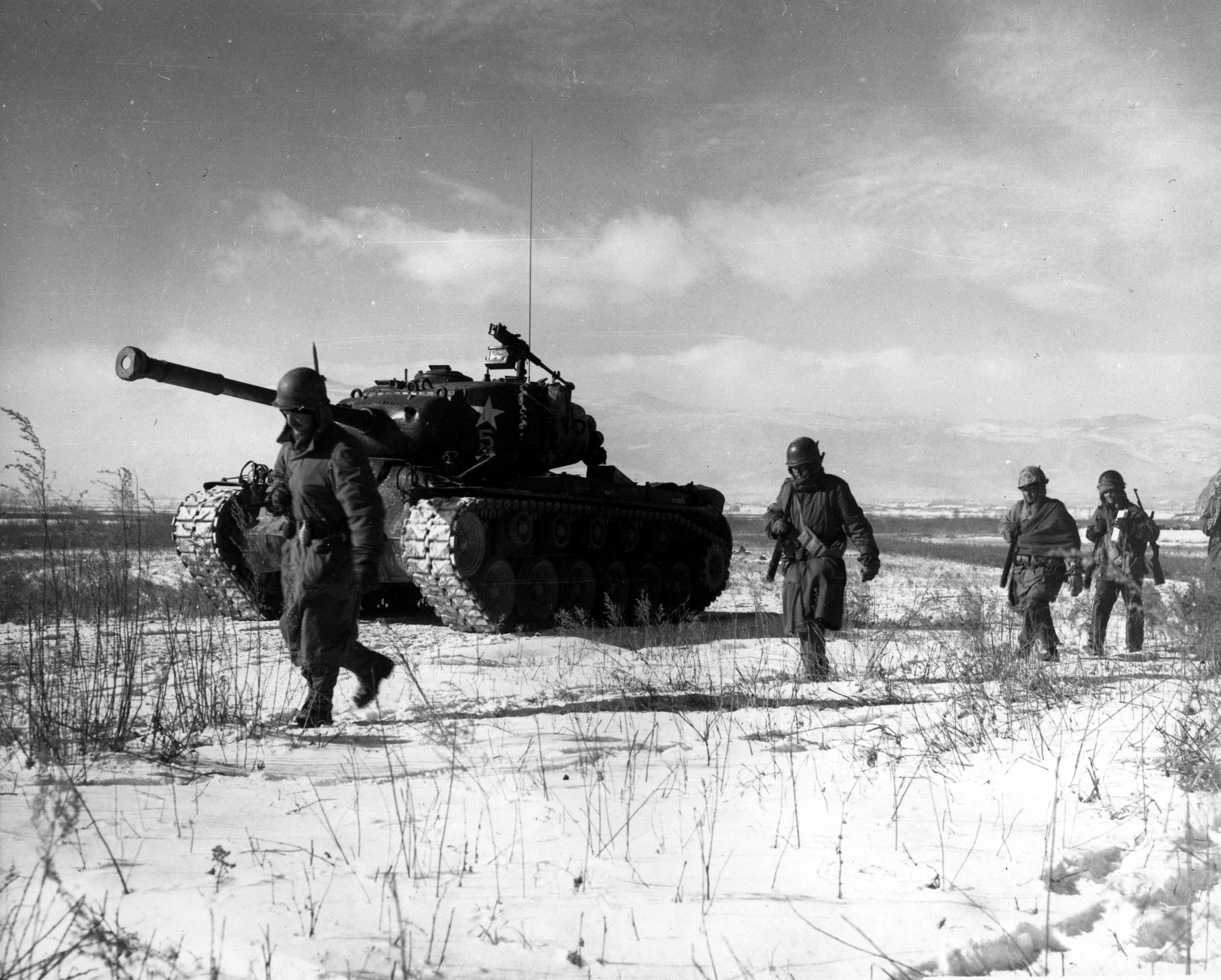
Ein M26 Pershing beim Chosin-Reservoir in Korea

Ein wichtiger Schritt auf dem Weg zum modernen Kampfpanzer war der M26 Pershing. Er wurde 1945 bei der amerikanischen Armee eingeführt und bildete das Rückgrat der schweren Panzerwaffe im Koreakrieg. Im Kampf gegen die Wehrmacht spielte er kaum eine Rolle, da bis zum Kriegsende lediglich 20 bis 28 Panzer zum Einsatz kamen. Bekannt sind Filmaufnahmen der Eroberung Kölns, in denen ein Pershing in der Nähe des Doms einen Panther zerstört. Die Panzerung war den deutschen Tiger und Panther ebenbürtig, dem Königstiger aber klar unterlegen. Die wuchtige 90-mm-Kanone war der deutschen 8,8-cm-Kanone L/56 bzw. 7,5-cm-Kanone L/70 knapp unterlegen, was angesichts der damaligen Gefechtsentfernungen nur einen minimalen Unterschied darstellte. Deutlich unterlegen war die Kanone der längeren und stärkeren 8,8-cm-Kanone L/71, des Königstigers. Der M26 hatte seine große Zeit während des Koreakriegs, in welchem er das Rückgrat der amerikanischen Panzerwaffe stellte. Der M26 wies den Weg zum M46 und M47, der wiederum die Grundlage für den erfolgreichen M48 Patton darstellte, den die USA in fast alle verbündeten Staaten exportierten. Der M26 wurde bis in die 1960er-Jahre eingesetzt, bevor er vom besseren Patton abgelöst wurde.

## Japan
Japan stellte in der Panzerproduktion keinen großen Faktor dar. Trotzdem wurden auch in Japan Leichtpanzer und Selbstfahrlafetten hergestellt.

### Leichte japanische Panzer

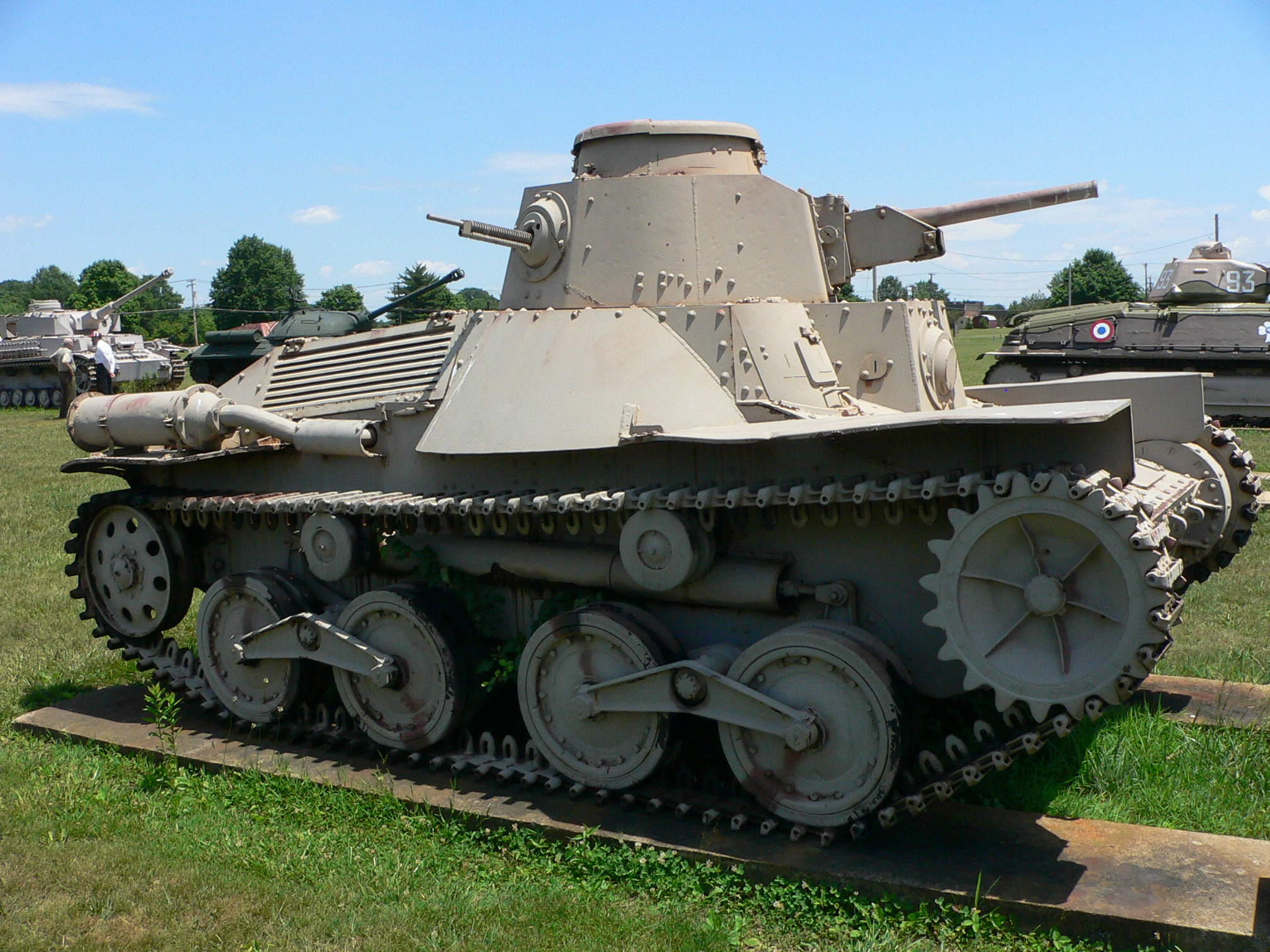
Typ 95 „Ha-Go“

Einer der am häufigsten eingesetzten japanischen Panzer war der Typ 95 Ha-Gō. Das Fahrzeug erwies sich bei den schwierigen Geländeverhältnissen des Dschungels in Burma und auf den pazifischen Inseln mit seiner Wendigkeit den zuerst eingesetzten US-amerikanischen M3 und M5 als leicht überlegen. Mit seiner Panzerung war das Fahrzeug seinen amerikanischen Gegnern indes völlig unterlegen. Die Stärke der Bewaffnung war ungefähr gleichwertig. Mit dem Auftauchen des US-amerikanischen M24 Chaffee war der Typ 95 chancenlos veraltet.

### Selbstfahrlafetten
Größeres Augenmerk legten die Japaner auf die Konstruktion von Selbstfahrlafetten. Als die Produktion schwerer Selbstfahrlafetten anlaufen sollte, war die Kapazität der Produktion durch die amerikanische Blockade weitgehend lahmgelegt. So wurde versucht, mit den bereits vorhandenen Mitteln Waffen zu produzieren. Die Ergebnisse waren Improvisationen, die niemals die Qualität deutscher, sowjetischer oder westalliierter Waffen erreichten. Als Beispiel sei hier die Selbstfahrlafette Typ 4 angeführt. Das Chassis und das Fahrgestell stammten vom Panzer Typ 97. Die Haubitze aus dem Jahr 1905 war eigentlich 1942 bereits ausgemustert, wurde aber für die Lafette wieder aktiviert.

## Italien

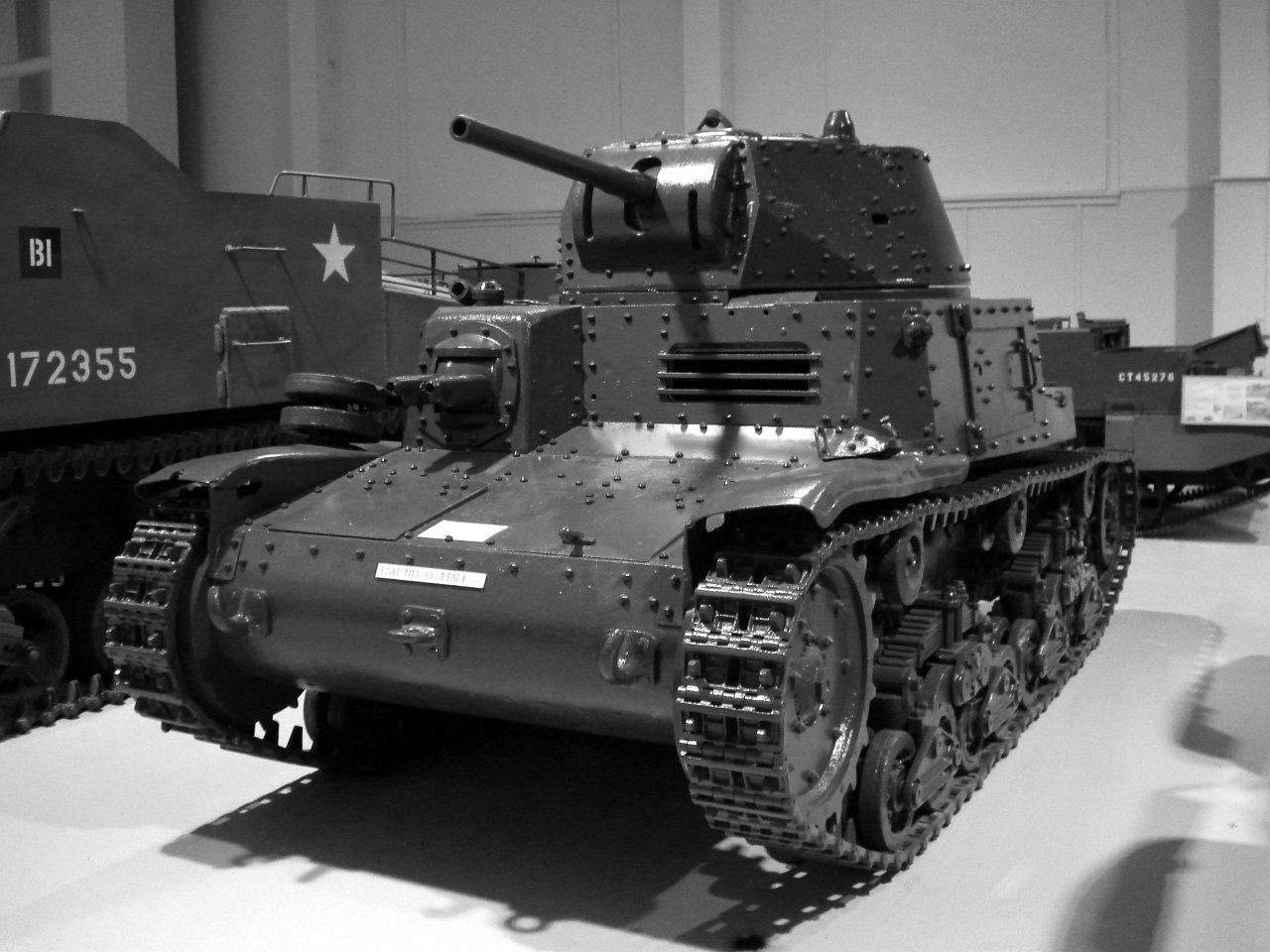
M13/40

Obwohl sich Italien de facto seit 1936 in einem permanenten Kriegszustand befand, gelang es den italienischen Konstrukteuren nicht, auch nur annähernd mit dem Tempo der Panzerentwicklung Schritt zu halten.

### Italienische Kampfpanzer
Die bekanntesten italienischen Panzer sind der Leichtpanzer Fiat L6/40 und der mittlere Panzer M13/40. Keiner der beiden Panzer erreichte irgendwann das Stadium eines nutzbaren Frontpanzers. Der L6/40 war schlicht zu leicht gepanzert und mit seiner 2-cm-Kanone zu schlecht bewaffnet, als dass er den britischen Cruiser Tanks oder dem sowjetischen T-34 hätte gefährlich werden können. Der Panzer wurde vorwiegend bei den Aufklärungseinheiten der Panzerdivisionen und bei den Kavalleriedivisionen eingesetzt. Der Fiat M13/40 hatte sein Debüt in Nordafrika. Hier zeigten sich fast sofort die Mängel des Fahrzeugs. Er fing bei einem Treffer sehr leicht Feuer, war mit einem unzuverlässigen Motor ausgestattet und schlecht gepanzert und bewaffnet. Die Briten erbeuteten einige dieser Fahrzeuge und wollten damit Lücken in ihren Beständen füllen. Das erwies sich als Fehler, die Beutepanzer blieben nicht lange in britischen Reihen.

### Die Selbstfahrlafetten Semovente

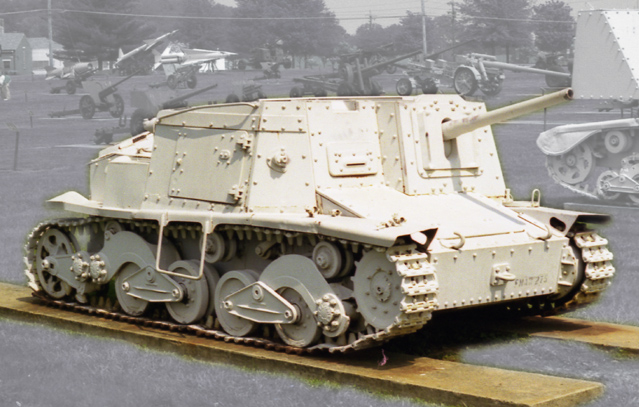
Semovente Selbstfahrlafette

Die Italiener waren von den deutschen Sturmgeschützen sehr beeindruckt. Sie entwickelten daraufhin Jagdpanzer und turmlose Sturmgeschütze, die etwa in demselben Stil gebaut waren. Die ersten Varianten wie die L40 oder die M 14/41 hatten noch einen offenen Geschützaufbau. Spätere Varianten wie die Semovente 75/18 hatten bereits einen geschlossenen Aufbau. Waren diese Waffen in Nordafrika noch erfolgreich eingesetzt worden, so waren sie in den Bergen Italiens aber beinahe unbrauchbar.